# Hinds
Hinds (abans Deers) és una banda del gènere garage-rock Lo-fi formada l'any 2011 a Madrid, Espanya. Després d'una llarga pausa van reprendre l'activitat l'any 2013 publicant versions d'alguns dels seus grups preferits. L'abril de 2014 van publicar Bamboo i Trippy Gum a Bandcamp i aviat van captar l'atenció de nombrosos mitjans internacionals. Des de llavors en un any escàs han actuat a Gran Bretanya, França, Portugal, Alemanya, Noruega, Dinamarca, Països Baixos, Tailàndia, Austràlia i Estats Units, sent cap de cartell en nombrosos concerts malgrat haver publicat solament 4 temes oficials. El nom inicial del grup era Deers (cérvols en anglès), però es van veure a canviar-ho a finals de l'any 2014, després d'al·legar un grup canadenc de nom similar, i veient que el nom de Deers podia produir confusió van decidir canviar de nom a Hinds (cèrvoles) oficialment el 7 de gener de 2015.

## Història
Hinds van començar la seva trajectòria com un duo, format l'any 2011 per Carlotta Cosials i Ana García Perrote. La idea de formar un grup va surgir després d'un viatge sobtat a la costa espanyola. Després d'un any i mig d'inactivitat, el duo (llavors conegut com a Deers) va reprendre la seva carrera. El març de 2014 van gravar els temes "Bamboo" i "Trippy Gum" i els van publicar inicialment a Bandcamp com a Demo. Els dos temes van rebre elogis de publicacions com NME i The Guardian (que va triar a Deers grup de la setmana al setembre de 2014) i d'importants músics com Patrick Carney de The Black Keys, així com The Pastels i Bobby Gillespie.
Després de la publicació de Demo i amb la recent necessitat que l'escenari els va generar, el duo es va convertir en quartet incorporant-se Ade Martín al baix i Amber Grimbergen a la bateria. Al maig Hinds va guanyar el festival Make Noise de Malasaña, el premi del qual els va permetre gravar el seu segon single Barn al Converse Rubber Tracks de Berlín.
El juny de 2014 el segell britànic Lucky Number va publicar Demo en una edició limitada en vinil. Aquest mateix mes Hinds va dur a terme el seu primer concert a Londres i el seu primer concert també com a quartet. Durant el 2014 la seva gira es va ampliar extraordinàriament, arribant a tocar a Alemanya i França entre altres països europeus i a telonejar grups de la talla de The Libertines, The Vaccines i Black Lips. Hinds han rebut crítiques elogioses en mitjans com Pitchfork, Pigeons and Planes, Gorilla vs. Bear The Line Of Best Fit, Paste (magazine) i DIY (magazine).
El 3 de novembre de 2014 van publicar el single Barn, com a trànsit de duo a quartet, amb els temes "Castigadas en el granero" ("Grounded at the Barn") i "Between Cans". De nou amb el segell Lucky Number i en una edició limitada de 500 còpies en vinil i en format digital, esgotades avui dia.
En general s'encasella a Hinds en un estil Garage rock, Garage pop i El-fi, encara que elles declaren en entrevistes que "no volen encasellar la seva música". No obstant això sí que han declarat que les seves majors influències són Black Lips, Ty Segall i Mac DeMarco, així com l'emergent escena garage madrilenya amb grups com The Parrots i Los Nastys, la cançó dels quals "Holograma" va ser el primer enregistrament de Carlotta i Ana com a duo.
El 2015 el grup està realitzant una gira mundial, tocant en països com Tailàndia, i Austràlia i Estats Units. Han estat confirmades en festivals com British Summer Time Festival, Best Kept Secret (festival), South by Southwest, Festival Internacional de Benicàssim, Dot to Dot Festival, Vida Festival i Arenal Sound Festival.
A l'abril van gravar el seu àlbum de debut a Cadis en l'estudi del productor Paco Boig i amb la col·laboració de Diego García, cantant de The Parrots, que també va col·laborar com a enginyer de so a 'Demo' i 'Barn'. L'àlbum es titulà "Leave Me Alone" i va ser publicat el 8 de gener de 2016. El disc consta de 12 cançons, incloent singles com "Bamboo", "Castigadas en el Granero" i "Chili Town", a més de nombrosos temes nous.
La banda també ha tret un split single a l'abril al costat dels seus amics i músics The Parrots en celebració del Record Store Day, gravant el tema "Davey Crocket (Gabba Hey!)", un cover de la banda anglesa The Headcoats produït per Arni Arnason, membre de The Vaccines. A l'agost van publicar el single "Chili Town" i al setembre "Garden", la cançó que obre el seu LP de debut.

## Estil musical
Hinds són considerades una banda de garage rock, garage pop, surf i lo-fi i han estat comparades nombroses vegades amb un extens nombre de bandes de rock com Velvet Underground, The Pastels i altres grups de la dècada dels 60. No obstant això, elles han esmentat a Black Lips, Ty Segall, The Parrots, The Strokes, The Vaccines i Mac Demarco com les seves influències més significatives.

## Components

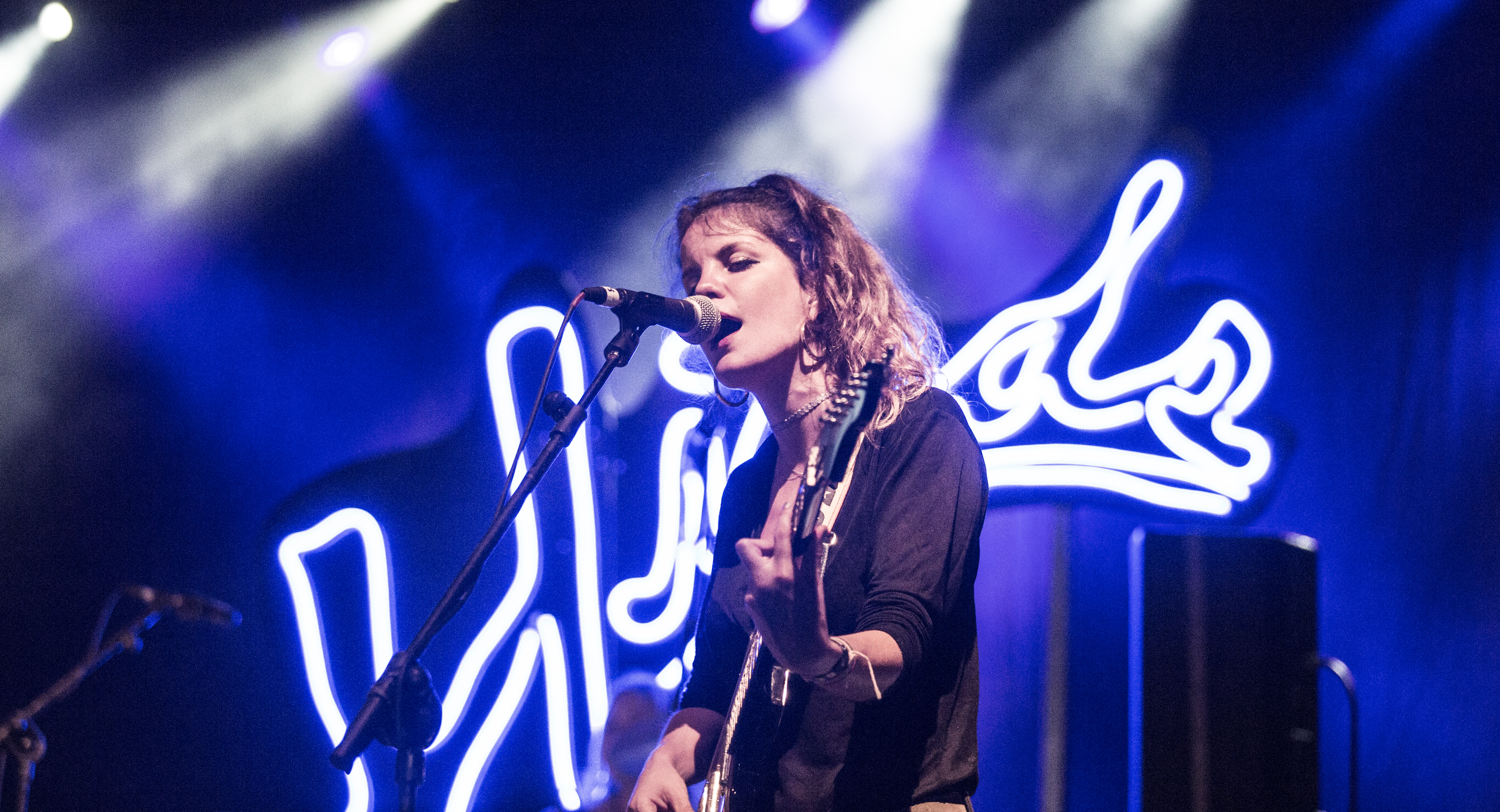
Carlotta Cosials al Festival Internacional de Benicàssim 2016.

- Carlotta Cosials (veu principal, guitarra)
- Ana García Perrote (veu, guitarra)
- Ade Martín (baix)
- Amber Grimbergen (bateria)[28]

## Discografia

### Àlbum
- Leave Me Alone (2016, 8 de gener) (Lucky Number) (Regne Unit)

### Senzills
- Demo (2014, 28 de juliol) (Lucky Number, Lucky070) (Regne Unit); (Mom + Pop Music) (Estats Units)
- Barn (2014, 3 de novembre) (Lucky Number, Lucky074) (Regne Unit); (Mom + Pop Music) (Estats Units)
- Chili Town (2015, agost)

### Col·laboracions
Split #1 - 7" amb The Parrots Hinds ≈ Parrots (2015; Burger Records/Lucky Number Music)
♕ es va publicar a Europa i el Regne Unit a través del segell Lucky Number pel Record Store Day (disponible només el 18 d'abril de 2015)
♕ es va publicar als EUA via Burger Records.

### Recopilatoris
- Burger (2015, 7 d'abril) Casette en edició limitada incloent tots els temes de Demo i Barn. Publicada per Burger Records el 7 d'abril de 2015[29]